# Clavena sulcata
Clavena sulcata är en insektsart som beskrevs av Melichar 1902. Clavena sulcata ingår i släktet Clavena och familjen dvärgstritar. Inga underarter finns listade i Catalogue of Life.